# Schweinetreiberbrunnen

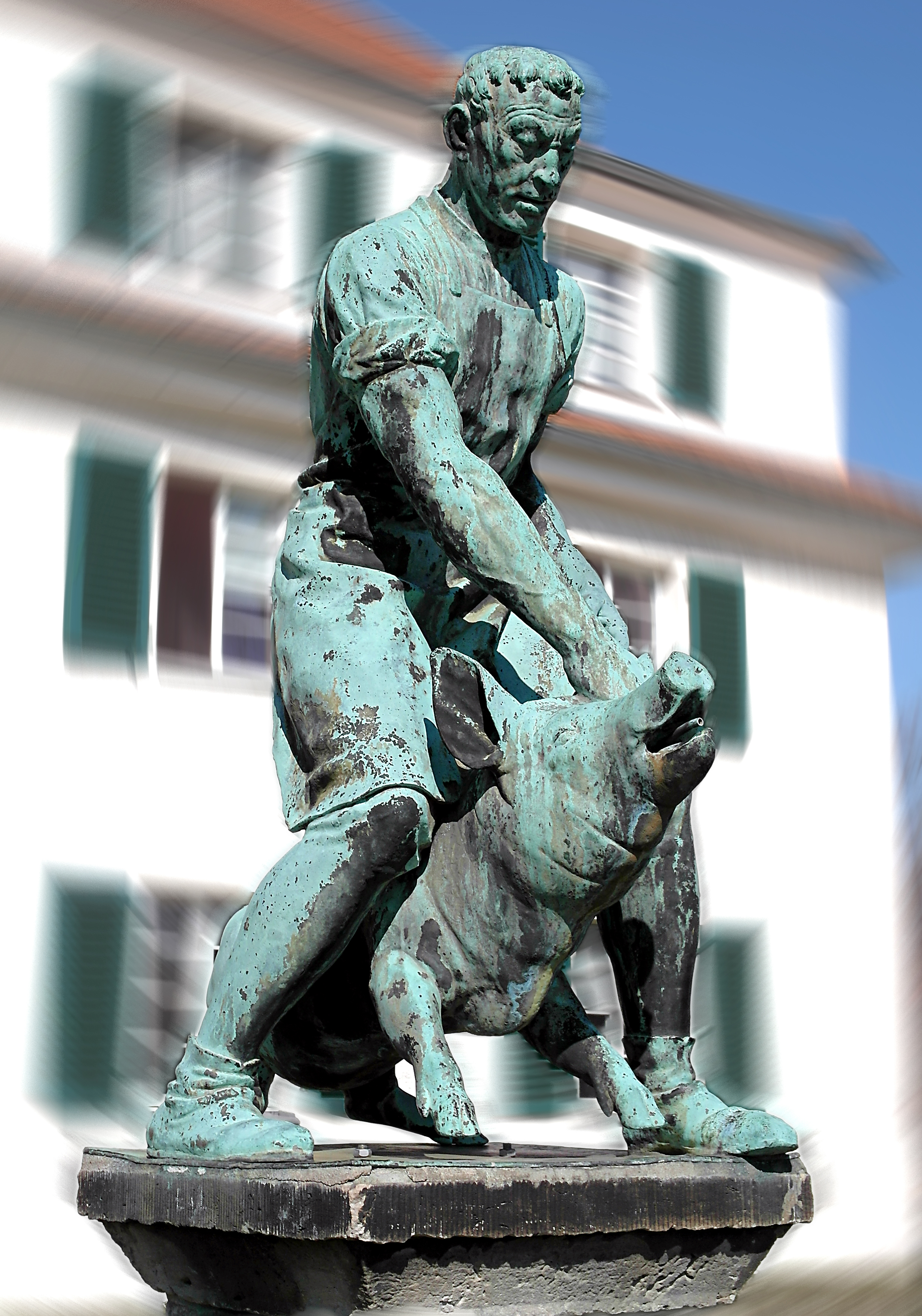
Schweinetreiberbrunnen (2019)

Der Schweinetreiberbrunnen (auch bezeichnet als Metzger mit Schwein) ist ein Brunnen im Dresdner Ostragehege und befindet sich im inneren Bereich des früheren Schlachthofes, heute Gelände der Messe Dresden.
Die Bronzeplastik stellt einen Treiber dar, der zwischen seinen Beinen ein Schwein hält und es bei den Ohren packt. Die „lebendige und humorvolle Plastik“ (Zitat aus Eilfeld) wurde von Georg Wrba 1922 geschaffen, dessen Signatur sich in der Bronzeplatte befindet.
Diese Plastik war ursprünglich kein Brunnen (Nachweise seien jedenfalls nicht vorhanden), und stand auf einem quadratischen Sandsteinsockel in einem achteckigen Becken (Maße: der Bronzeplatte 50 × 55 Zentimeter, Durchmesser des Beckens ca. 260 Zentimeter). Sie wurde während des Zweiten Weltkrieges im Rahmen einer Buntmetallsammlung nach Hamburg auf den „Glockenfriedhof“ (das Lager der Zinnwerke Hamburg-Wilhelmsburg) verbracht, dort aber nicht eingeschmolzen.
1949 dort entdeckt und sichergestellt, wurde sie unter erheblichen Schwierigkeiten 1956 nach Dresden zurückgeführt.
1999 wiederum wurde sie von ihrem ursprünglichen Standort entfernt und zunächst eingelagert. Einen zwischenzeitlichen Standort erhielt sie zunächst im Erlweinhof in Altpieschen.
Seit 2007 steht sie wieder am alten Platz, nunmehr im Innenareal des Sportgymnasiums Dresden, und wird als Brunnen betrieben: Gesteuert durch einen Wassercomputer und angeschlossen an das Dresdner Trinkwassernetz ist vorwiegend in den Nachmittagsstunden eine kleine Wasserparabel aus dem Schweinemaul in das Brunnenbecken zu sehen.